# Players Championship de 2024
El Players Championship de 2024 (conocido en inglés como 2024 Players Championship) es un torneo de snooker, profesional y de ranking, que se celebrará en la ciudad inglesa de Telford entre el 19 y el 25 de febrero. Será la decimoquinta edición del Players Championship, que se celebró por primera vez en 2011, y la segunda de las tres citas que conforman la Players Series. Shaun Murphy, que se impuso a Ali Carter en la final de 2023, defenderá el título.